# Chimarra aminadab
Chimarra aminadab är en nattsländeart som beskrevs av Malicky 1993. Chimarra aminadab ingår i släktet Chimarra och familjen stengömmenattsländor. Inga underarter finns listade i Catalogue of Life.